# Poryblin kolczasty
Poryblin kolczasty (Isoëtes echinospora Durieu) – gatunek roślin z rodziny poryblinowatych.

## Rozmieszczenie geograficzne
Występuje w Europie i Ameryce Północnej. W Polsce rośnie tylko we wschodniej części Pojezierza Pomorskiego na ośmiu stanowiskach w jeziorach: Pałsznik, Wygoda, Jezioro Folwarczne, Jezioro Salińskie, Jezioro Czarne, Warlińskie Jezioro, Jelenie Wielkie i Jelenie Małe.

## Morfologia

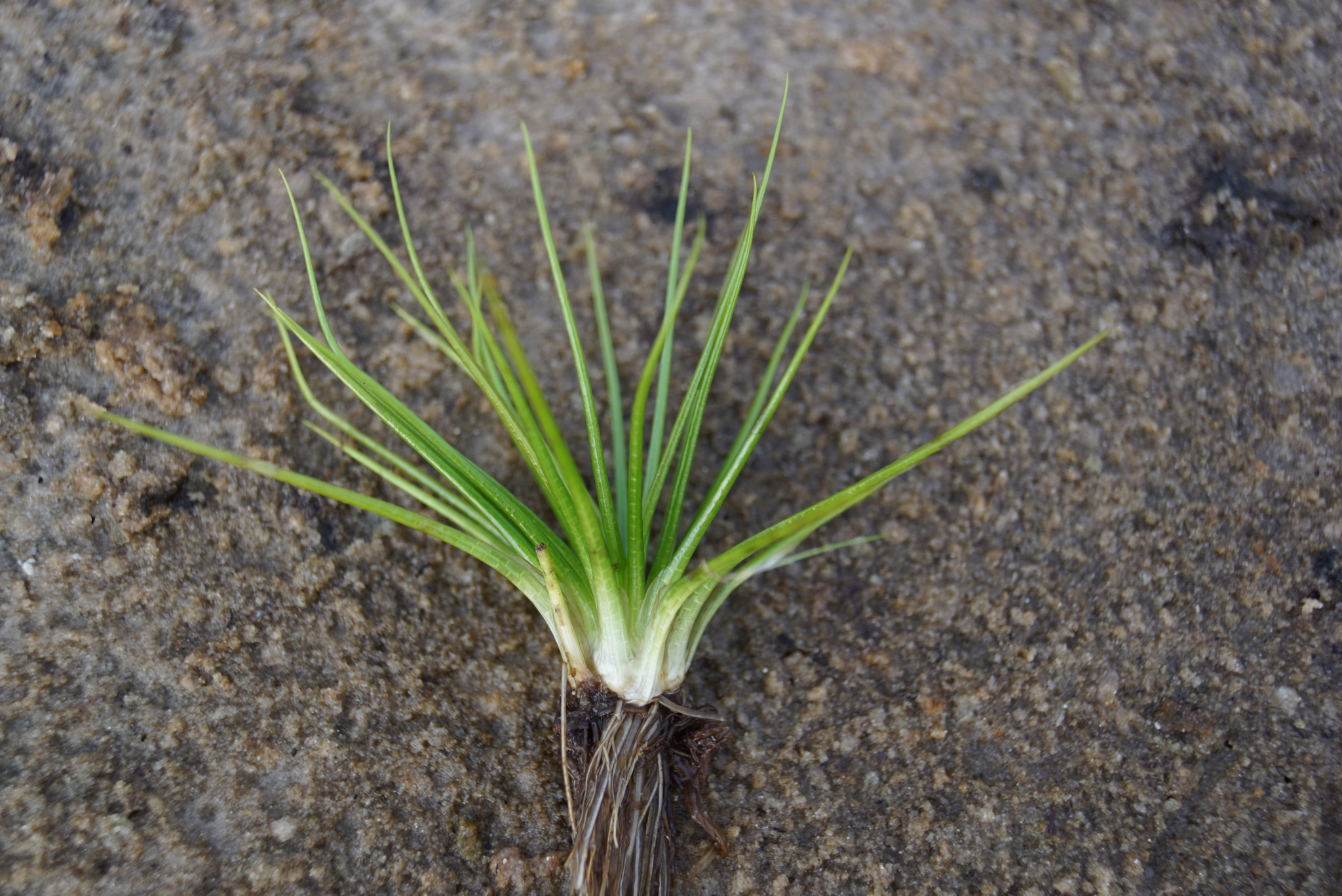
Pokrój

LiścieJasnozielone, rozpierzchłe, przejrzyste, zwężające się ku wierzchołkowi.
MakrosporyBiałe, kolczaste.

## Biologia i ekologia
Zimozielona bylina podwodna. Występuje w jeziorach oligotroficznych w płytkiej wodzie na piaszczystym dnie. Zarodniki dojrzewają w lipcu i sierpniu. Tworzy swój własny zespół Isoetetum echinosporae, dla którego jest gatunkiem charakterystycznym.

## Zagrożenia i ochrona
Roślina objęta w Polsce ścisłą ochroną gatunkową od 1983 roku. 
Kategorie zagrożenia:
- Kategoria zagrożenia w Polsce według Czerwonej listy roślin i grzybów Polski (2006)[10]: E (wymierający); 2016: CR (krytycznie zagrożony)[11].
- Kategoria zagrożenia w Polsce według Polskiej Czerwonej Księgi Roślin[12]: CR (critical, krytycznie zagrożony).